# 埃克塞特 (內布拉斯加州)
埃克塞特（英語：Exeter）是位於美國內布拉斯加州菲爾莫爾縣的村。

## 人口
根據2020年美國人口普查的數據，埃克塞特的面積為1.64平方千米，皆為陸地。當地共有人口516人，而人口密度為每平方千米315人。